# مهدی رستم‌پور
مهدی رستم‌پور (زادهٔ ۱۳۵۷ در تهران) کشتی‌گیر پیشین، تحلیل‌گر و نویسنده ورزشی، و مجری سابق برنامه‌های ورزشی صدا و سیمای جمهوری اسلامی ایران است. وی همچنین صاحب‌امتیاز و مدیر مسئول مجله ورزشی دنیای کشتی در ایران بود.
وی در اکتبر ۲۰۰۹، به همراه تیم کشتی ایران برای شرکت در مسابقات قهرمانی کشتی جهان ۲۰۰۹ به دانمارک اعزام شد، اما پس از پایان مسابقات، با ترک اردوی تیم ایران، از کشور دانمارک تقاضای پناهندگی سیاسی کرد. او به عنوان خبرنگار آزاد و مفسر ورزشی با بخش فارسی بی‌بی‌سی و رادیو فردا همکاری می‌کند.

## فعالیت رسانه‌ای در ایران
مهدی رستم‌پور از ابتدای تأسیس شبکه خبر در سال ۱۹۹۹ تا اکتبر ۲۰۰۹، با این رسانه دولتی همکاری داشت، او همچنین پنج سال را به عنوان مجری برنامه‌های زنده در شبکه جهانی جام جم، وابسته به صدا و سیمای جمهوری اسلامی ایران حضور داشته است. علاوه بر آن، وی مدت‌ها گوینده و گزارش‌گر در رادیو ورزش و شبکه‌های مختلف تلویزیون دولتی ایران از جمله شبکه ۲ و شبکه ۳ بوده است.
مهدی رستم‌پور همچنین به عنوان تحلیل‌گر ورزشی در برخی روزنامه‌های چاپ ایران از جمله روزنامه شرق، روزنامه اعتماد، روزنامه اعتماد ملی، روزنامه خبر، روزنامه نود، روزنامه کیهان ورزشی، روزنامه جام جم، روزنامه خبر ورزشی و روزنامه ایران ورزشی قلم زده است.

## انتقادات از سازمان تربیت بدنی ایران
مهدی رستم‌پور، در مصاحبه‌ای با رادیو فردا به تاریخ ۲۱ مهر ۱۳۸۸، به انتقاد از سیستم ورزشی حاکم در ایران پرداخت. وی به موارد زیر اشاره کرد:
- اعمال محدودیت برای ورزش بانوان در ایران.
- مسئله ایجاد محدودیت‌های ورزشی برای اقلیت‌های مذهبی.
- مسئله عدم مواجهه با ورزش‌کاران اسرائیلی و ابراز همدردی دروغین با ملت فلسطین.
- فساد مالی گسترده در عرصهٔ فوتبال ایران.

## سرمربی‌گری در تیم ملی کشتی زنان دانمارک
مهدی رستم‌پور پس از گذراندن دوره‌های مربی‌گری فیلا در لهستان و فعالیت در چند باشگاه محلی دانمارک، نظر فدراسیون کشتی این کشور را به خود جلب کرد و به عنوان سرمربی تیم ملی کشتی زنان دانمارک انتخاب شد.